# Осуохай
Осуохай (якут. оһуохай) — традиційний хороводовий круговий танець якутів. Під час нього танцівники, взявши один одного за руки, перемежовуються з ноги на ногу, рухаючись у неквапливому темпі. У хороводі присутній ведучий (осуохайдьит), у чиї обов'язки входить виконання пісень і регулювання темпу руху хороводу. Темп руху непостійний, регулюється ведучим і прискорюється на приспіві.
У 2012 році на національному святі якутів Исиах, встановлено рекорд Гінесса за кількістю людей, які одночасно виконують танець.